# Lucia
Lucia je žensko osebno ime.

## Izvor imena
Ime Lucia izhaja iz latinskega moškega  imena Lucius. Ime Lucius razlagajo iz latinske besede lux, v rodilniku lucis, ki pomeni »svetloba, svetlost, sijaj; dan, življenje; oko; razjasnjenje«.

## Pogostost imena
Po podatkih Statističnega urada Republike Slovenije je bilo na dan 31. decembra 2007 v Sloveniji število ženskih oseb z imenom Lucia: 50.

## Osebni praznik
V koledarju je ime Lucia zapisano 13. decembra.